# 資訊科技挑戰獎勵計劃
資訊科技挑戰獎勵計劃是一個專門為培養中小學生的資訊科技能力而設的計劃，由香港電腦教育學會主辦，香港中文大學教育學院、特區政府的教育局及香港教育城協辦。
資訊科技挑戰獎勵計劃成立於2000年中，正值時任行政長官董建華發表有關香港資訊科技教育發展的大綱。計劃得到優質教育基金贊助，並且能夠配合課程發展議會制訂的「資訊科技學習目標」及課程改革的方向，尤其針對課程改革提倡四個關鍵項目而設計，讓學生能夠透過主動學習及專題研習習作來提昇其資訊科技運用能力。所以在舉辦兩年之後，就已有122間小學參加，到2003/2004學年更大幅增加至282間。在計劃結束前，全香港約有一半學校均為計劃的成員。
計劃分為四個階段，設有「證書級」、「銅章級」、「銀章級」及「金章級」。每個階段均對學生有不同層次的要求，使學生在成長過程中，透過完成挑戰項目而得以達自各個階段的要求，並習得各種資訊科技技能。這些證書及獎章，亦成為了學生在升中及大專院校面試時的憑證。

## 參看
- Microsoft Partners in Learning育材計劃

## 外部連結
- ITCA 資訊科技挑戰獎勵計劃
- 資訊科技挑戰獎勵計劃評核平台